# Symposium Linux
Le Symposium Linux était une conférence annuelle sur Linux et l'open source, organisée au Canada de 1999 à 2014. À l'origine, la conférence s'appelait Ottawa Linux Symposium et se tenait uniquement à Ottawa, mais a été renommée après avoir eu lieu dans d'autres villes canadiennes. Malgré ce changement de nom, elle restait couramment désignée par le sigle OLS.
La conférence comprenait plus de 100 présentations d'articles, des tutoriels, des séances d'échanges et des mini-sommets sur un large éventail de sujets.
En 2008, 650 participants provenant de plus de 20 pays différents.

## Histoire
Le Symposium 2009 a eu lieu à Montréal, Québec.
Les symposiums de 2011 et 2012 ont tous deux eu lieu à Ottawa,.
En 2014, les organisateurs de l'OLS ont organisé une campagne infructueuse sur Indiegogo pour collecter des fonds afin de rembourser les dettes des événements précédents.

## Conférenciers principaux
- 1999 - Alan Cox
- 2000 - David S. Miller, Miguel de Icaza
- 2001 - Ted Ts'o
- 2002 - Stephen Tweedie
- 2003 - Rusty Russell
- 2004 - Andrew Morton[6]
- 2005 - David Jones
- 2006 - Greg Kroah-Hartman
- 2007 - James Bottomley
- 2008 - Matthew Wilcox, Werner Almesberger, Mark Shuttleworth
- 2009 - Keith Bergelt, Jonathan Corbet, Dirk Hohndel
- 2010 - Jon C. Masters, Tim Riker
- 2011 - Jon « Maddog » Hall
- 2014 - Jeff Garzik

## Mini-sommets
Le Symposium a organisé des « mini-sommets » la veille de la conférence principale. Ces événements étaient ouverts à tous les participants à la conférence et disposaient de leur propre programme.
En 2008, cinq mini-sommets ont été organisés, notamment sur les thèmes suivants : Virtualisation, Security-Enhanced Linux (SELinux), Développement des conteneurs du noyau Linux, Gestion de l'énergie sous Linux et Réseau sans fil (LAN sans fil) sous Linux.
Il y a eu deux mini-sommets en 2009 : Gestion de l'énergie sous Linux et Traçage (tracing).